# Phycopterus signariella
Phycopterus signariella là một loài bướm đêm trong họ Noctuidae.